# 黃桂林
黃桂林（英語：Terrence Wong Kwai Lam，1959年5月16日—），香港傳媒人及唱片騎師。1970年代末加入香港商業電台任職唱片騎師，1980年代發展口才培訓事業。現時主要為商業及教育機構或團體提供口才教育和為主持廣播節目。

## 背景

### 早年生活
黃桂林有一兄二弟二妹，父親是一名公務員。早年在九龍廣東道海運大廈附近的唐樓家中出生，並入讀位於山林道的樂道幼稚園。小學階段移居彩虹邨，就讀中華基督教會基華小學及中華基督教會協和書院（中一至中七文科；1978年）。在學時是協和書院第一屆學生會會長，又在中二至中五期間參與學生會幹事活動。此外，他亦參加香港基督少年軍活動和話劇與辯論項目，在香港高級程度會考取得兩科及格和會考三科良的成績（2A3O），但未足以讓他入讀香港的大學。同期受洗成為基督徒。1976年，正就讀中六的黃報名主持香港電台節目《少年警訊》，結果獲取錄擔任了主持一年便專心完成中七預科課程。1977年成為香港話劇團第一屆訓練班招收的團員，與羅冠蘭為同學。

### 事業發展
後來在1978年，黃桂林透過父親職業關係申請到英國升學。等待升學的一年間以註冊教師身份在崇理英文中學慈雲山分校任教中一年級世界歷史科和任職訓導主任（上學期）與副校長（下學期）。1979年負笈英國Colton College for Further Studies修讀社會科學文憑了一年後，由於戴卓爾夫人出任首相且提出加學費政策，於是他唯有在1980年中回到香港商業電台工作，主持時事節目《傾吓問吓》。半年後，即1980年被電台安排到英國National Broadcasting School修讀專業廣播文憑。未幾夥拍曾路得、馮偉棠等人主持節目《空中俱樂部》和《神采飛揚》。
當年黃桂林已為新入職的唱片騎師如陳海琪提供口才訓練，原因在於他想善用自己的知識和時間去令他人受惠。而進修或藝術中心舉辦說話的藝術訓練班與廣播劇興趣班正是他初年提供口才訓練的項目，時為1982年。及後於1987年，他成立香港人際口才學會，以推廣說話表達培訓。1983年至1988年間加入亞洲電視任節目《亞洲早晨》主持。1988年5月離開香港商業電台，移民多倫多，並得香港人際口才學會顧問何守信幫助於加拿大中文電視有限公司作個人發展，任節目主持，一年後辭職。至1992年隨商業收購被羅致到新時代電視任副總裁之前，他轉職羅渣士電視有線系統中文節目主持和監製。同時與程乃根合資經營「美加華語電台」。同年為加拿大多元文化電視台任節目監製及中文節目顧問。1993年至1996年，黃桂林先後出任新時代電視創作主任及社區關系統籌、溫哥華中文電台副總裁及總經理以及多倫多廣播電台副總裁數職。
1996年，陳欣健邀請他回港出任新城電台新城997台長，為期一年。另外於加拿大創立「優質品牌管理協會」。往後黃於1997年重返香港商業電台任對外事務總監，也曾在無綫電視主持《城市追擊》及拍攝電視劇集，又得楊振耀賞識引薦入路訊通當節目策劃副總裁（2001年至2003年）。2003年成立「網絡教育傳播」提供通識教育課程及推廣新媒體廣告教育培訓。翌年成立「黃桂林企業事務所」。2004年赴上海東方明珠廣播電視負責兒童電視項目，另一方面出任上海IPTV網路電視大學培訓台台長。而且修畢美國加州大學洛杉磯分校管理哲學博士學位。同年3月獲北京亞太未來教育研究院委任為廣播教育顧問，協助中國內地進行中小教育改革。由2005年起，黃桂林成立「黃桂林演藝工作室」，以戲劇訓練培訓企業及演藝人才。2006年，他獲頒「亞洲十大企業培訓師」。現時他主力提供公司或機構培訓顧問服務與相關訓練。

## 個人生活
黃桂林已婚，婚後育有一名女兒黃子翠。女兒2008年報名參加香港小姐選舉，但未能入圍。。2001年至2003年，黃桂林曾捲入婚外桃色事件。

## 演出作品

### 電視劇
- 2001年：美麗人生 飾 陳家明
- 2001年：勇探實錄 飾 法官

### 節目主持
無綫電視
- 1992年至1993年：都市閒情
- 1998年至1999年：城市追擊
- 1999年至2001年：全線大搜查[17][註 5]

亞洲電視
- 1983年至1988年：亞洲早晨

廣播機構
- 1976年至1977年：少年警訊（香港電台）
- 1979年：傾問吓（香港商業電台）
- 1980年代：空中俱樂部（香港商業電台）
- 1980年代：神采飛揚（香港商業電台）
- 2000年：警訊（香港電台）[8]
- 2001年：中學生說話藝術訓練（香港電台）[18]
- 1998年至2001年：佛山人民廣播電台客席主持
- 2018年至2019年：香港廣播九十年（香港電台）[19]
- 2018年至今：開心日報（香港電台）

## 個人著作
書籍
- 1989年：《說和話 ─ 口才自學法》
- 1999年：《知己知彼 ─ 優質行政人員心法20式》
- 2002年：《活得更精彩 - 觸動心靈智能的52種啟示》
- 2002年：《活得更精彩(2)關心別人、珍惜自己》
- 2005年：《每天進步多一些》
- 2006年：《辦公室突圍64法》
- 2009年：《創業【智】富》

專欄
- 求職廣場「職場增值」
- 成報「成就非凡」
- 新報「生活教練」

## 節目嘉賓
- 2012年：亞視百人（第83集；亞洲電視）
- 2015年：ATV這一家（第42集；亞洲電視）
- 2020年：警訊（最後一集；嘉賓；香港電台）

## 廣告
- 1996年：靈格風[20]
- 2023年：932 搞生意平台

## 外部連結
- 黃桂林的Facebook專頁
- 黃桂林的新浪微博
- 黃桂林博士 新浪博客（页面存档备份，存于）